# Alantoin
Alantoin je oksidacijski produkt sečne kisline, ki se izloča s sečem nekaterih sesalcev, pri človeku pa le v intrauterinem obdobju. Ima kemijsko formulo C4H6N4O3. Imenuje se tudi 5-ureidohidantoin ali glioksildiureid. Gre za diureid glioksilne kisline.
Poimenovan je po alantoisu, embrionalnem izločalnem organu, v katerem se pri večini sesalcem (izvzemši človeka in višje prvake) kopiči med razvojem zarodka. Po skotitvi predstavlja alantoin pri teh živalih poglavitno obliko izločanja odpadnega dušika iz telesa. Pri človeku in višjih prvakih se sečna kislina ne pretvarja v alantoin in se sama izloča s sečem. Pri ribah alantoin razpade v amonijak, preden se izloči.

## Uporaba
Alantoin se uporablja kot sestavina za kozmetične proizvode, saj ima vlažilni in keratolitični učinek (poveča navlaženost zunajceličnega matriksa ter pospešuje odluščenje vrhnje plasti mrtvih celic). Tako naredi kožo mehkejšo, pospeši pa tudi delitev celic in celjenje ran. Ker tvori kompleksne spojine z nekaterimi dražilnimi snovmi, zagotavlja tudi antiiritantski in zaščitni učinek.
Uporablja se v zobnih pastah, ustnih vodicah in drugih izdelkih za ustno higieno, v šamponih, balzamih za ustnice, izdelkih proti mozoljavosti, izdelkih za zaščito pred sončnimi žarki, čistilnih losjonih, kremah in drugih kozmetičnih in farmacevtskih proizvodih.
Nahaja se v izvlečku gabeza ter seču krav in večine drugih sesalcev. Kemično sintetiziran alantoin je identičen naravnemu in je varen za uporabo v kozmetiki.